# Tomislav Dragun
Tomislav Dragun (Lokvičići, 5. listopada 1938.), hrvatski je ekonomist i nakladnik.

## Životopis
Tomislav Dragun rođen je u Lokvičićima 1938. godine. Osnovnu školu i gimnaziju završio je u Vinkovcima. Na Ekonomskom fakultetu u Zagrebu diplomirao je 9. srpnja 1961. godine. Magistrirao je na Ekonomskom fakultetu u Skoplju, 1. listopada 1972. godine, iz područja monetarno-kreditnih problema. Doktorirao je na Ekonomskom fakultetu u Zagrebu, 4. studenoga 1980. godine iz područja regionalnog razvitka.
U Institutu za migracije i narodnosti Sveučilišta u Zagrebu radio je od 1. rujna 1982. do 30. travnja 1985. godine. Bio je zaposlen, osim toga u Kotarskom narodnom odboru u Vinkovcima, u Zavodu za unaprjeđenje privrede u Vinkovcima, u Poljoprivrednom kombinatu Borinci u Vinkovcima. Autor je velikog broja investicijskih i razvojnih programa.
Objavio je više od stotinu stručnih radova, među kojima su i oni iz područja poljodjelstva:
"Nezaposlenost seoskog stanovništva poticaj je za rad u inozemstvu", "I u poljoprivredi ima mjesta za povratnike", "Transportni troškovi i rentabilnost poslovanja u poljoprivrednoj proizvodnji", "Duhan - razvojni činitelj Srednje bosanske posavine i zapošljavanja povratnika s privremenog rada u inozemstvu", "Dileme u proizvodnji mlijeka", "Izgradnja objekata Poljoprivredno-šumarskog školskog centra Vinkovci namijenjenih za školovanje srednjeg šumarskog kadra", "Uloga male privrede u gospodarskom razvitku općine Vinkovci", "Novi pogledi na izgradnju kanala Sava-Dunav", "Utjecaj luka kanala Sava-Dunav na gospodarski razvitak bosutske nizine", te "Financijski uvjeti i mogućnosti za razvitak Bosutske nizine" (doktorska disertacija).
Poznat je i kao samozvani pravobranitelj, te je pokrenuo više stotina sudskih sporova protiv raznih poznatih osoba (Ive Sanadera, Milana Kangrge, Vladimira Šeksa, Mladena Bajića, Carle del Ponte, Vesne Škare-Ožbolt i inih), institucija te Republiku Sloveniju za smetanje posjeda jer je Mladinska Knjiga ucrtala zaseoke Bužin, Mlini, Škrile i Škudelin u Atlas Slovenije. Zanimljivo je da se i protiv njega vodi više kaznenih postupaka kao suradnika Miroslava Kutle.

## Djela
Nepotpun popis:
- Financijski uvjeti i mogućnosti za razvitak Bosutske nizine, SIZ kulture općine, Komisija za izdavačku djelatnost, Vinkovci, 1980.
- 30 godina Organizacije slijepih u Vinkovcima, Općinska organizacija Saveza slijepih Hrvatske, Vinkovci, 1984. (suautor Dane Palijan)[2]
- Pete kamatne tablice 1-120%, Poslovna savjetovanja Dragun d.o.o., Udbina-Zagreb, 2007.
- Nezakonitosti zamjene dionica u kuponskoj privatizaciji, Poslovna savjetovanja Dragun, Zagreb, 2007.
- Lucifer, Carla Del Ponte i Haag: (na prvi pogled fantastika), Poslovna savjetovanja Dragun, Zagreb, 2007. (2. dop. izd., Ognjište nakladna zadruga, Zagreb, 2011.)
- Carla del Ponte: bijeg od istine, Poslovna savjetovanja Dragun, Zagreb, 2007.
- Zorislav Kaleb, sudac, ovako kroji pravdu, prva knjiga, Ognjište nakladna zadruga, Zagreb, 2010.
- Vesna Vrbetić, sudac, ovako kroji pravdu, prva knjiga, Ognjište nakladna zadruga, Zagreb, 2010.
- Vesna Vrbetić, sudac, ovako kroji pravdu, druga knjiga, Ognjište nakladna zadruga, Zagreb, 2010.
- Ratko Šćekić, sudac, ovako kroji pravdu, prva knjiga, Ognjište nakladna zadruga, Zagreb, 2010.
- Ustaški hitrozov ili Kako ostati na liniji ZAVNOHa?, 1-2, Ognjište nakladna zadruga, Zagreb, 2010.
- Živjeti Nezavisnu Državu Hrvatsku, 1-3, Ognjište nakladna zadruga, Zagreb, 2010.
- Ustaše i partizani: Jure Francetić i Ivica Todorić, 1, Ognjište nakladna zadruga, Zagreb, 2010.
- Ustaše i partizani: Dr. Nikola Mandić i Stjepan Hršak, 2, Ognjište nakladna zadruga, Zagreb, 2011.
- Tražiti međunarodnu zaštitu kod Boruta Pahora, 1-3, Ognjište nakladna zadruga, Zagreb, 2011.
- Štefan Füle & 40 Jaranen, (tekst na hrv. i engl. jeziku, prij. na engl. Hrvoje Mirković, Tatjana Vlainić), Ognjište nakladna zadruga, Zagreb, 2011.
- 120 godina hrvatske himne: 8. rujna 1891. – 2011., Ognjište nakladna zadruga, Zagreb, 2011.
- Prvi hrvatski gradjanski športski klub Zagreb: 26. travnja 1911. – 2011., Ognjište nakladna zadruga, Zagreb, 2011. (suradnici Hrvoje Mirković, Lovorka Dragun Mirković)
- Pogledajte ovako su me opljačkali HDZ i Mladen Bajić: 1. zloća: Štedionica dukat, Ognjište nakladna zadruga, Zagreb, 2011.
- Pogledajte ovako su nas opljačkali Ivica Todorić, Dubravko Tomljanović, Božo Prka, Mladen Jurković, Josip Ðakić, HDZ i Mladen Bajić: 2. zloća: Hrvatski domovinski fond, Ognjište nakladna zadruga, Zagreb, 2011.
- Pogledajte ovako su nas opljačkali Vladimir Šeks, HDZ i Mladen Bajić: 3. zloća: PPK Valpovo, Ognjište nakladna zadruga, Zagreb, 2011.
- Pogledajte ovako su nas opljačkali Luka Bebić, Ivo Sanader, Jadranka Kosor, Zoran Milanović, Ivo Josipović, HDZ i Mladen Bajić: 4. zloća: Fond branitelja iz domovinskog rata i članova njihovih obitelji, Ognjište nakladna zadruga, Zagreb, 2011.
- Hrvatsko pravosudstvo u kandžama komunističkih moćnika - Croatian Judiciary in th Claws of Communist Strongmen, Ognjište nakladna zadruga, Zagreb, 2012.
- 79 neriješenih predmeta Mladena Bajića: tuđmanizam u službi Josipa Broza, 1-2, Ognjište nakladna zadruga, Zagreb, 2012.